# Chrysocharis foliincolarum
Chrysocharis foliincolarum is een vliesvleugelig insect uit de familie Eulophidae. De wetenschappelijke naam is voor het eerst geldig gepubliceerd in 1791 door Christ.